# Amaranthus
Amaranthus es un género de plantas herbáceas y anuales perteneciente a la familia Amaranthaceae. El nombre Amaranthus proviene del griego ἁμάpαvτos que significa 'flor que no se marchita', refiriéndose a las bracteas de la inflorescencia. Actualmente, sus especies se distribuyen por la mayor parte de las regiones de clima templado y cálido, posiblemente dispersadas por el ser humano. Varias de ellas son cultivadas tradicionalmente en el Centro de Sudamérica para aprovechar sus semillas o sus hojas como alimento (ver kiwicha/amaranto); otras se cultivan como ornamentales. Algunas de ellas son malas hierbas extendidas en los cultivos, en algunos casos, como A. retroflexus, de difícil erradicación.
El género comprende 565 especies descritas. Tras las últimas revisiones, hoy se aceptan 70 especies, 40 de las cuales son nativas de América. Está emparentado con el género Celosia.

## Denominaciones y etimología
Amaranthus proviene del nombre de esta planta en Griego antiguo, ἀμάραντος, "amaranto, inmortal", sustantivo formado a partir del prefijo privativo ἀ-, "sin", y el verbo μαραίνω, "consumir, agotar"·: de hecho, el amaranto tiene fama de no marchitarse, con en particular su cáliz que permanece persistente, y por esta razón, representa un símbolo de inmortalidad. Algunas especies se utilizan en ramos secos.
La forma amaranthus (con H), proviene de una conexión errónea con el etimónimo griego anthos (lat. -anthus) que significa flor, y que se encuentra en el nombre de muchas plantas (agapanthus, por ejemplo).
Sus nombres en las lenguas de los pueblos que la cultivan desde la antigüedad en América son: huauhtli en náhuatl, kiwicha, ataĉo en quechua, tez o xtes en maya, ahparie en purépecha, wa've en huichol (huichol) (wixárika) o guegui en tarahumara (rarámuri).

## Descripción

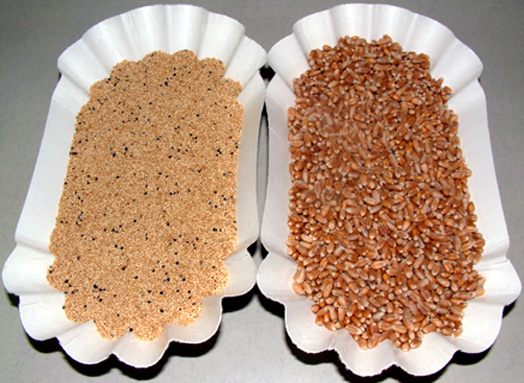
Comparación de granos de amaranto (a la izquierda) y trigo (a la derecha).

El amaranto es una planta herbácea o arbusto que es anual o perenne en todo el género. Las flores varían interespecíficamente por la presencia de 3 o 5 tépalos y estambres, mientras que la estructura del grano de polen de 7 poros permanece constante en toda la familia. Las especies de todo el género contienen anillos concéntricos de haces vasculares, y fijan el carbono de manera eficiente con una vía fotosintética de tipo C4. Las hojas son de aproximadamente 6,5-15 centímetros (2+1⁄2-6 pulgadas) y de forma ovalada o elíptica que son opuestas o alternas en todas las especies, aunque la mayoría de las hojas son enteras y simples con márgenes enteros.
El amaranto tiene una raíz primaria con estructuras radiculares fibrosas secundarias que se extienden más profundamente. Las inflorescencias tienen forma de una gran panícula que varía de terminal a axial, el color y el sexo. La borla de la fluorescencia es erecta o doblada y varía en anchura y longitud entre especies. Las flores tienen simetría radial y son bisexuales o unisexuales, con perianto muy pequeño y erizado y brácteas puntiagudas. Las especies de este género son monoicas (por ejemplo, A. hybridus) o dioicas (por ejemplo, A. palmeri). Los frutos tienen forma de cápsula denominada pixdio unilocular que se abre en la madurez. La parte superior (opérculo) del pixdio unilocular libera la urna que contiene la semilla. Las semillas son de forma circular de 1 a 1,5 milímetros de diámetro y varían en color con una cubierta de semilla brillante y lisa. La panícula se cosecha 200 días después del cultivo con aproximadamente 1000 a 3000 semillas cosechadas por gramo.

## Clasificación
El género Amaranthus está clasificado en la familia Amaranthaceae, dentro de la cual se adscribe a la subfamilia Amaranthoideae, en la tribu Amaranthae y la subtribu Amaranthinae. 
La organización más reciente del género fue propuesta por Mosyakin & Robertson (1996) e incluye tres subgéneros: Acnida, que agrupa a las especies dioicas, Amaranthus y Albersia, ambos con especies monoicas, distinguiéndose por el tipo de inflorescencia y la dehiscencia del fruto. Los dos primeros subgéneros fueron establecidos previamente por Robertson (1981) y el último fue segregado de la sección Blitopsis del subgénero Amaranthus.

## Historia
La especie de amaranto llamado coime (Amaranthus cruentus) en el departamento de Tarija, Bolivia, fue una planta de alta consideración en los pueblos precolombinos. Las muestras arqueológicas de granos de amaranto', hallados en Tehuacán, Estado de Puebla (México), indican que esta especie se originó probablemente en Norteamérica. La producción del grano estuvo en su máximo apogeo durante los periodos maya y mexica en Norte y Centroamérica. Los mayas lo utilizaron como cultivo de alto rendimiento, apreciando especialmente su valor alimenticio. Los aztecas lo conocían como “huautli”. En la época prehispánica los amarantos se sembraban junto con otras plantas en las chinampas, ya que era usado como alimento de familias completas y la consumían todos los estratos sociales.
La variedad Amaranthus caudatus o kiwicha fue domesticada en la zona andina del Perú. Etimológicamente, "kiwicha" significa en quechua "pequeño gigante" o "pequeño guerrero". La evidencia histórica disponible señala que fue cultivada y utilizada por civilizaciones andinas preincas entre los años 3.000 y 5.000 antes de Cristo. Existen hallazgos arqueológicos de este cultivo en Caral y Nazca en el Perú, y en Tarapacá, Calama y Arica en Chile. Además, el hallazgo más antiguo se encontró en una tumba Andina ubicada en Perú hace 5.000 mil años, desempeñó un papel muy importante para la civilización incaica, quienes lo consideraban un alimento sagrado y de alto valor.
El amaranto era un alimento de gran consumo y altamente apreciado. Formaba parte de los rituales religiosos, curativos y sociales de las culturas precolombinas en Latinoamérica. Era parte de las ofrendas que se entregaban a los dioses, a los gobernantes y a los muertos en las tumbas. Por ejemplo, en ocasiones especiales, el amaranto, molido o tostado, se mezclaba con miel de maguey y la pasta resultante se utilizaba para modelar figurillas de animales, guerreros, elementos de la naturaleza o de la vida cotidiana como golosina y, por supuesto, deidades como al dios de la guerra, Huitzilopochtli. Al finalizar la ceremonia de culto, las figurillas eran cortadas y repartidas entre los asistentes, quienes las comían , también era utilizado en los ritos de sacrificios humanos donde sumergían los corazones de las víctimas asesinadas para después poder morderlos y hacer la ofrenda a los dioses. 
Su consumo fue reemplazado por los cereales a la llegada de los españoles como parte del proceso de colonización, a pesar de constituir un alimento básico de la población de ese entonces. Los colonizadores llevaron la religión cristiana, condenando todo elemento reminiscente de los ritos y sacrificios indígenas, lo cual resultó en que el amaranto resultara “satanizado” y su cultivo, posesión y consumo quedaran proscritos. Esta situaciónquedó establecida en las sociedades americanas y llevó a la consecuencia de su práctica desaparición.

## Usos
Es comúnmente utilizado en la preparación de dulces mexicanos, como la alegría.

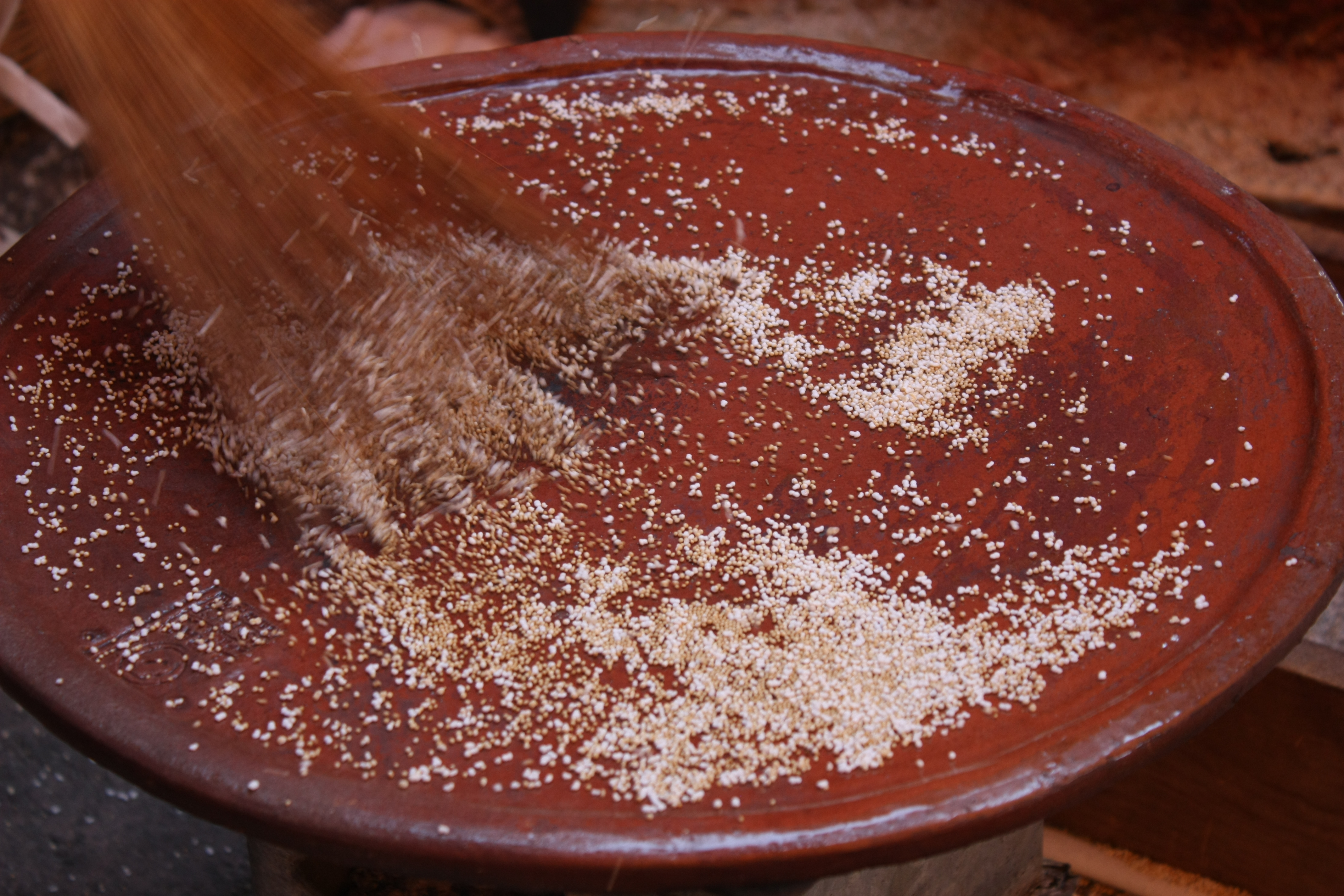
Tostando el amaranto en comal

## Composición química
El grano de amaranto contiene componentes que pueden ser factores antinutrientes, como polifenoles, saponinas, taninos y oxalatos. La cocción reduce el contenido y el efecto antinutriente de estos compuestos.

## Taxonomía
El género fue descrito por Carlos Linneo y publicado en Species Plantarum, vol. 2, p. 989–991 en 1753. La especie tipo es: Amaranthus caudatus L.
Etimología
Amaranthus: nombre genérico que procede del griego ἀμάραντος, latino Amarantus, que significa "flor que no se marchita".

## Especies destacadas
- Amaranthus acanthochiton
- Amaranthus acutilobius
- Amaranthus albus
- Amaranthus arenicola
- Amaranthus australis
- Amaranthus bigelovii
- Amaranthus blitoides
- Amaranthus blitum
- Amaranthus brownii
- Amaranthus californicus
- Amaranthus cannabinus
- Amaranthus caudatus (kiwicha)
- Amaranthus chihuahuensis
- Amaranthus chlorostachys
- Amaranthus crap
- Amaranthus crispus
- Amaranthus cruentus
- Amaranthus deflexus
- Amaranthus dubius
- Amaranthus fimbriatus

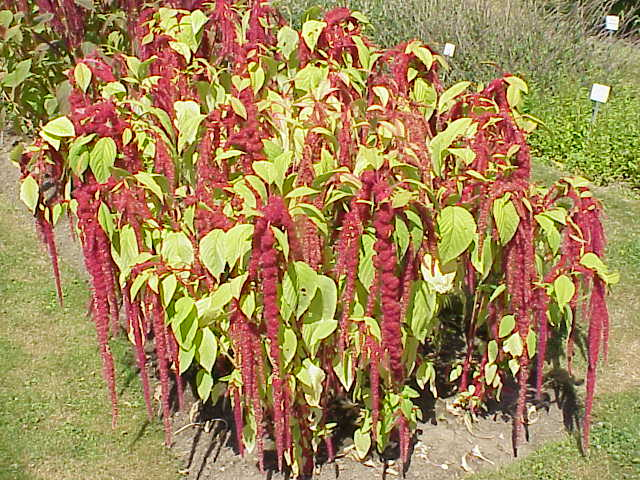
(Amaranthus caudatus) Kiwicha.

- Amaranthus floridanus (amaranto de Florida)
- Amaranthus greggii
- Amaranthus hybridus
- Amaranthus hypochondriacus
- Amaranthus leucocarpus
- Amaranthus lineatus (Amaranto Australiano)
- Amaranthus lividus
- Amaranthus mantegazzianus (Quinoa de Castilla)
- Amaranthus minimus
- Amaranthus muricatus (Amaranto Africano)
- Amaranthus obcordatus
- Amaranthus palmeri
- Amaranthus paniculus
- Amaranthus pereus
- Amaranthus polygonoides (Bledo de olor de clavo[26] o Amaranto tropical)
- Amaranthus powelii
- Amaranthus pringlei
- Amaranthus pumilus
- Amaranthus quitensis
- Amaranthus retroflexus
- Amaranthus rudis
- Amaranthus scleropoides
- Amaranthus spinosus
- Amaranthus standleyanus
- Amaranthus thunbergii
- Amaranthus torreyi
- Amaranthus tricolor
- Amaranthus tuberculatus
- Amaranthus viridis
- Amaranthus watsonii
- Amaranthus wrightii

Lista completa de todos los taxones de Amaranthus, con los aceptados, los sinónimos y los no resueltos, en The Plant List.